# Metro de Charleroi
El Metro de Charleroi es una red de metro ligero parcialmente soterrado que da servicio a la ciudad belga de Charleroi y a su área metropolitana. El primer tramo se acabó de construir el 21 de junio de 1976, coincidiendo con la apertura del "nuevo tranvía". Actualmente, se encuentran en servicio cuatro líneas:    y  y una está en proyecto, .
La creación de esta red representa la reintroducción del tranvía en la ciudad como medio de transporte, aunque esta vez con carriles íntegramente dedicados a él y mejor material.
De las 48 estaciones actuales, 10 son subterráneas, en 8 paran las cuatro líneas, en una paran tres de ellas y en 17 paran dos líneas.

## Historia

### Primer proyecto de metro
Ya en los años 60 se comenzó a modernizar las dos redes de transporte de la ciudad: SNCV y STIC. Se ideó entonces una red con 69 estaciones y 52 kilómetros de longitud, compuesta por vehículos tipo tranvía pero por una plataforma segregada, como túneles o viaductos. Se preveía un bucle central rodeando el centro de Charleroi, de la que saldrían 8 "antenas" que darían servicio a los barrios de la periferia de la ciudad. Cuando se lanzó el proyecto, se anunció que entraría en servicio en 1972 y que costaría 20 000 millones de francos belgas, en la cadencia de entonces.
Finalmente, el primer trozo se finalizó el 21 de junio de 1976.
Después de la puesta en marcha de dicho tramo, el estado belga ralentizó la construcción del resto de tramos, al federalizar el país. Al transferir competencias como la de transporte, el presupuesto de la región Valona es menor, lo que causó una menor financiación. Esto provocó que algunas "antenas" previstas inicialmente nunca llegasen a ver la luz. Por ello, hoy en día se puede encontrar por la ciudad secciones sin servicio y otras a medio acabar. Un ejemplo es la "antena" de Châtelet, que está terminada desde 1985 pero nunca han rodado tranvías por ella.

### Ampliaciones posteriores
- El 30 de junio de 1980 se inauguró el tramo entre Villette y Piges
- El 21 de junio de 1982 se inauguró el tramo entre Morgnies y Paradis
- El 29 de mayo de 1983 se inauguró el tramo entre Piges y Dampremy, así como la estación Beaux-Arts
- El 30 de agosto de 1986 se inauguró el tramo entre Fontaine y Pétria
- El 22 de agosto de 1992 se inauguraron los tramos entre Providence y Moulin y entre Waterloo y Gilly
- El 30 de agosto de 1996 se inauguró el tramo entre Janson y Parc[4]

### Tercer Milenio
A principios de 2007, comenzaron las obras para cerrar el bucle y de reactivar la "antena" hacia Gosselies. El 27 de agosto de 2008, el Banco Europeo de Inversiones asignó una partida de 75 millones de euros para el Metro de Charleroi. Por ello, en febrero de 2012, se finalizó el bucle de Charleroi y se amplió la red entre Gilly y Soleilmont. Se preveía entonces la culminación de la línea  en 2013, aunque al final se adelantó hasta septiembre de 2012. Consecuentemente, entre febrero y septiembre de 2012 sólo estuvieron operativas tres líneas, renombradas como   y ). Ese mismo año, además, se renombraron las entonces cuatro líneas, que eran conocidas de la siguiente manera:
- 54  Gilly ↔ Sud
- 55  Gilly ↔ Parc
- 88  Monument ↔ Parc
- 89  Monument ↔ Sud

Obras de ampliación de la red entre 1976 y 2012
1976
1980
1982
1983
1985
1986
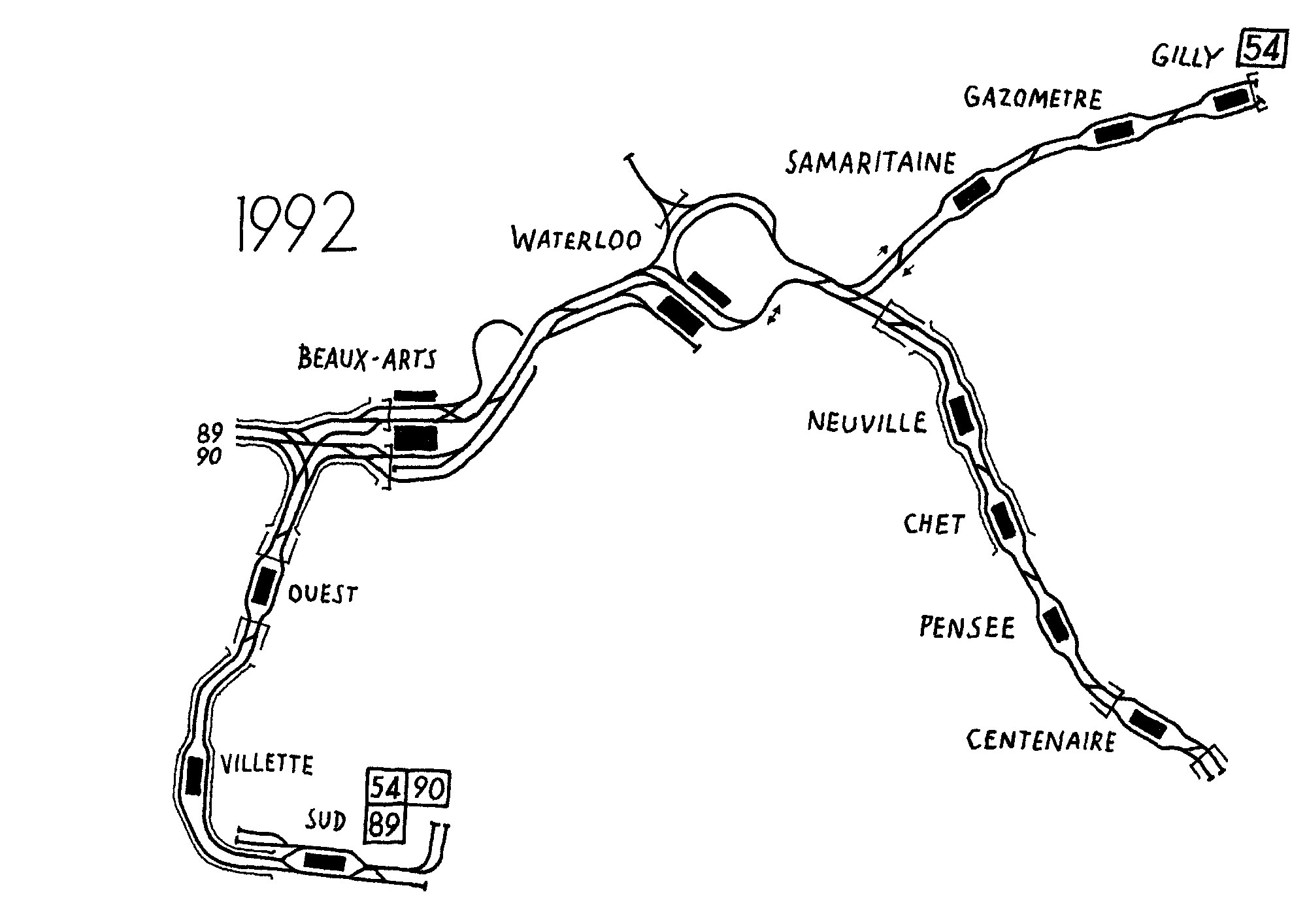
1992
1997
2012

## Explotación
El metro está abierto entre las 4:00 y las 20:00. El resto del tiempo son sustituidos por servicios de autobús convencional de la siguiente manera:
- y  son sustituidos por la línea  M1ab
- es sustituido por la línea  M3ab
- es sustituido por la línea  M4ab

Desde febrero de 2013, un billete simple cuesta 1,90€ para dos zonas y 3€ para toda la red. Además, entre febrero y julio de 2017, los billetes comprados a bordo de los trenes costaban 0,50€ más. Después de eso, sólo se pueden comprar los títulos de transporte antes de subirse al tren.

### El bucle central
En el bucle central, soterrado totalmente excepto en las estaciones de Tirou y Sud, y en viaducto (estación Villette), paran todas las líneas en todas las estaciones. Es el punto de partida de todas las líneas hacia la periferia de la ciudad y las ciudades próximas. La peculiaridad de este tramo es que es el más frecuentado, debido a la presencia de todas las líneas y a que se encuentra en el centro de la ciudad, pero todas las líneas tienen parada sólo en un sentido, nunca en los dos. Así se distribuyen los sentidos:
- entra en el bucle por la estación de Beaux-Arts, procedente de Monument. Toma el bucle en sentido horario, por la parte interna, hasta llegar a Ouest, donde abandona el bucle para volver en dirección Monument

Esquema previsto del proyecto completo de red de metro en Charleroi

- entra en el bucle por la estación de Ouest, procedente de Pétria. Toma el bucle en sentido antihorario, por la parte externa, hasta llegar a Beaux-Arts, donde abandona el bucle para volver en dirección Pétria
- entra en el bucle por la estación de Beaux-Arts, procedente de Faubourg de Bruxelles. Toma el bucle en sentido antihorario, por la parte externa, hasta llegar de nuevo a Beaux-Arts, donde abandona el bucle para volver en dirección Faubourg de Bruxelles
- entra en el bucle por la estación de Waterloo, procedente de Soleilmont. Toma el bucle en sentido horario, por la parte interna, hasta llegar de nuevo a Waterloo, donde abandona el bucle para volver en dirección Soleilmont

### Antenas
La red se divide en diferentes secciones, denominadas "antenas", además del bucle central. Estas son las siguientes:
- Antena de Anderlues (en servicio)
- Antena de Gosselies (I) (en servicio)
- Antena de Gilly (en servicio)
- Antena de Châtelet (en proyecto)
- Antena de Mont-sur-Marchiene (abandonada)
- Antena de Loverval (abandonada)
- Antena de Courcelles (abandonada)
- Antena de Gosselies (II) (abandonada)
- Antena de Ransart (abandonada)

## La red

### Líneas
| Línea | Recorrido                         | Inauguración          | Distancia | Duración | Paradas |
| ----- | --------------------------------- | --------------------- | --------- | -------- | ------- |
|       | Charleroi ↔ Monument              | 27 de febrero de 2012 | 17,3 km   | 38 min   | 24      |
|       | Charleroi ↔ Pétria                | 27 de febrero de 2012 | 17,3 km   | 31 min   | 24      |
|       | Charleroi ↔ Faubourg de Bruxelles | 22 de junio de 2013   | 16,6 km   | 33 min   | 27      |
|       | Charleroi ↔ Soleilmont            | 27 de febrero de 2012 | 8,3 km    | 28 min   | 14      |

## Características técnicas
La red de Metro de Charleroi está operada por trenes de tipo LRV, serie 6100, construidos por La Brugeoise et Nivelles (BN). Son bastante parecidos a los utilizados en el Tranvía de la Costa, que son de la serie 6000. Cuando se federalizaron los transportes, se cambió el aspecto exterior por los colores de OTW y se les añadieron pantallas digitales para informar del destino de los trenes. Estos se estacionan en los depósitos de Jumet, en las inmediaciones de la línea  entre las estaciones de Rue Bertaux y Madeleine, y Anderlues, en las inmediaciones de la línea  en la estación Jonction. Ambos pueden acoger tranvías y autobuses. El tercer depósito de TEC en Charleroi, el de Genson, sin embargo, no está adaptado para acoger tranvías. Los tres pertenecían a la SNCV antes de la federalización de los transportes en 1991.

### Frecuentación
| Año  | Pasajeros |
| ---- | --------- |
| 2012 | 4 000 000 |
| 2013 | 8 000 000 |
| 2014 | 8 500 000 |
| 2015 | -         |
| 2016 | 4 926 520 |
| 2017 | 5 623 002 |
| 2018 | 5 674 314 |

## Futuro

### "Antena" deChâtelet
Durante el año 2010 volvió a resurgir el proyecto de línea , en la "antena" de Châtelet. Resulta que la mitad de este tramo, entre Waterloo y Centenaire, ya está construido y las estaciones están equipadas, aunque nunca estuvo en servicio. Lo siguiente, hasta Cora, está mayormente construido. Después de un estudio de la SRWT, se fijó en 51 millones de € el coste de la reapertura de la línea, componiéndose de 24 millones de € la finalización del segundo tramo, otros 15 millones de € adaptación de los tramos y 12 millones de € irían para la compra de nuevos trenes.
Además, en 2016, el Consejo Comunal de Charleroi se pronunció a favor de una ampliación de la línea  desde Cora hasta el futuro hospital de Charleroi y, posteriormente, a la Place Wilson de Châtelet.